# Slag bij Keren
De Slag bij Keren vond plaats van 5 februari tot 1 april 1941. Het was een onderdeel van de Oost-Afrika campagne tijdens de Tweede Wereldoorlog. De slag speelde zich af bij de stad Keren in Italiaans-Eritrea. Een gecombineerd leger van Groot-Brittannië en Vrije Fransen veroverde de strategisch belangrijke stad op Italië. Het verlies leidde tot de overgave van de Italianen in Eritrea.

## Achtergrond
Eritrea was vanaf 1885 een Italiaans kolonie. Vanuit Italiaans-Eritrea werd buurland Ethiopië in 1935 aangevallen en veroverd. Ethiopië ging samen met Eritrea en Italiaans-Somaliland op in de nieuwe kolonie Italiaans-Oost-Afrika. Nadat Italië zich op 10 juni 1940 aan de zijde van Nazi-Duitsland had geschaard in de oorlog tegen Frankrijk en Groot-Brittannië gaf de Italiaanse leider Benito Mussolini zijn leger de opdracht Brits-Somaliland en verschillende grenssteden in Soedan en Kenia te bezetten.
De Britten begonnen in respons met het opbouwen van een troepenmacht in de regio. Begin februari 1941 hadden zijn twee divisies in Soedan en drie in Kenia. Vanuit Soedan trokken zij onder leiding van luitenant-generaal William Platt en generaal Archibald Wavell richting Eritrea. Op 18 januari heroverden zij de Soedanese stad Kassala. Agordat in het westen van Eritrea viel op 1 februari in hun handen.

## Verloop van de slag
De geallieerde troepen trokken vervolgens op richting Keren. Deze stad was van strategisch belang, omdat zowel de spoorweg en belangrijkste weg richting Asmara, de koloniale hoofdstad, en Massawa, de belangrijkste havenstad, liep. De stad lag hoog in de bergen en gaf de verdedigende partij een goed overzicht. Het kostte daarom veel tijd om de stad in te nemen. De eerste aanvallen vonden plaats op 5 februari. Het kostte bovendien enkele weken voordat de geallieerden voldoende troepen in het gebied hadden. Keren viel pas op 31 maart.
Na de val van Keren lag de weg open naar Asmara en Massawa. In Massawa had admiraal Mario Bonnetti nog zo'n tienduizend strijdkrachten en honderd tanks tot zijn beschikking op de stad te verdedigen. Op de avond van 31 maart zette drie van de zes laatste torpedobootjagers koers richting de Golf van Suez. Het doel was daar de geallieerden nog de nodige schade toe te brengen, waarna de schepen zichzelf tot zinken zouden laten brengen om te voorkomen dat ze in vijandelijke handen vielen. De Leone, een van de schepen, liep echter aan de grond en zonk, waardoor van de rest van het plan niets terecht kwam.
De geallieerden stelden Bonnetti een ultimatum, waarin ze opriepen de haven van Massawa niet te blokkeren door de rest van de schepen tot zinken te brengen. Bonnetti legde het ultimatum naast zich neer. Een eerste aanval van de 7e Indiase infanteriebrigade weerden de Italiaanse verdedigers nog af, maar bij een tweede aanval op 10 april braken de geallieerden door de verdedigingslinies heen en veroverden onder andere de admiraliteit. In reactie gaven de Italianen zich over en kwam er een einde aan het bestaan van Italiaans-Eritrea. In de haven hadden de Italianen verschillende schepen laten zinken, maar de haven was op 1 mei alweer beschikbaar voor de eerste schepen.

## Nasleep
De spoorlijn tussen Massawa en Asmara was op 27 april alweer in gebruik. Italiaanse strijdkrachten, deels bestaande uit inheemse soldaten, begonnen een guerrillaoorlog, die duurde tot de totale overgave van het Koninkrijk Italië in september 1943. Eritrea bleef tot 1950 in handen van Groot-Brittannië, voordat het opging in een federatie met Ethiopië. Pas in 1993 verkreeg het land haar onafhankelijkheid.